# 尼牙孜·阿西木
尼牙孜・阿西木（1964年10月—），新疆维吾尔自治区疏勒县人，维吾尔族，中国共产党党员。中华人民共和国政治人物、第十三届全国人民代表大会新疆地区代表。

## 生平
2018年2月24日，当选为第十三届全国人大代表。